# Копалнік-Менештур (комуна)
Копалнік-Менештур (рум. Copalnic-Mănăștur) — комуна у повіті Марамуреш в Румунії. До складу комуни входять такі села (дані про населення за 2002 рік):
- Берінца (746 осіб)
- Вад (381 особа)
- Керпініш (370 осіб)
- Копалнік-Дял (104 особи)
- Копалнік-Менештур (870 осіб) — адміністративний центр комуни
- Копалнік (705 осіб)
- Куртуюшу-Мік (266 осіб)
- Лескія (538 осіб)
- Прелука-Веке (391 особа)
- Прелука-Ноуе (331 особа)
- Рушор (302 особи)
- Феурешть (834 особи)

Комуна розташована на відстані 389 км на північний захід від Бухареста, 18 км на південь від Бая-Маре, 81 км на північ від Клуж-Напоки.

## Населення
За даними перепису населення 2002 року у комуні проживали 5838 осіб.
Національний склад населення комуни:
| Національність            | Кількість осіб | Відсоток |
| ------------------------- | -------------- | -------- |
| румуни                    | 5584           | 95,6%    |
| цигани                    | 227            | 3,9%     |
| угорці                    | 22             | 0,4%     |
| українці                  | 1              | < 0,1%   |
| німці                     | 1              | < 0,1%   |
| євреї                     | 1              | < 0,1%   |
| не вказали національність | 2              | < 0,1%   |

Рідною мовою назвали:
| Мова       | Кількість осіб | Відсоток |
| ---------- | -------------- | -------- |
| румунська  | 5738           | 98,3%    |
| циганська  | 80             | 1,4%     |
| угорська   | 19             | 0,3%     |
| українська | 1              | < 0,1%   |

Склад населення комуни за віросповіданням:
| Релігія                                       | Кількість осіб | Відсоток |
| --------------------------------------------- | -------------- | -------- |
| православні                                   | 4983           | 85,4%    |
| греко-католики                                | 333            | 5,7%     |
| п'ятдесятники                                 | 151            | 2,6%     |
| не релігійні                                  | 43             | 0,7%     |
| баптисти                                      | 16             | 0,3%     |
| старообрядці                                  | 14             | 0,2%     |
| римо-католики                                 | 7              | 0,1%     |
| реформати                                     | 7              | 0,1%     |
| адвентисти                                    | 4              | 0,1%     |
| бретрени                                      | 2              | < 0,1%   |
| лютерани (Синодально-пресвітеріанська церква) | 1              | < 0,1%   |
| юдеї                                          | 1              | < 0,1%   |
| атеїсти                                       | 1              | < 0,1%   |
| не вказали релігію                            | 17             | 0,3%     |